# Owosztna
Owosztna (bułg. Овощна) – wieś w Bułgarii, w obwodzie Wielkie Tyrnowo, w gminie Złatarica. Wieś wymarła.